# Jens H. Lund
Jens Hesselberg Lund (født 8. november 1969 i Gram) er en dansk erhvervsmand, der siden 2024 har været administrerende direktør i transportfirmaet DSV. Han er uddannet revisor.

## Karriere
Jens H. Lund voksede op i landsbyen Fole øst for Ribe i en søskendeflok på fire. Faderen var lastbilchauffør, og moderen havde et rengøringsjob.
Han er uddannet cand.merc.aud. fra Copenhagen Business School (CBS). I 1989 blev han ansat som revisor i Deloitte i Esbjerg. Siden fulgte stillinger som revisor i henholdsvis Krogh & Partners i London i 1993 og Deloitte i København i 1995. I 2000 blev han ansat i Corporate Finance-afdelingen i Danske Bank og i 2000 i Corporate finance i Carnegie, inden han i 2002 kom til DSV som økonomidirektør (CFO). Det skete, efter at DSV i 2000 købte DFDS Dan Transport, hvor Lund som ansat i Corporate havde optrådt i forhandlingerne som rådgiver for DSV.
I september 2024 overtog han stillingen som administrerende direktør for DSV efter Jens Bjørn Andersen, der havde haft stillingen siden 2008. Initiativet til chefskiftet kom fra virksomhedens bestyrelse og vakte overraskelse blandt kommentatorer i erhvervsverdenen, der undrede sig over timingen for dette "generationsskifte".

## Profil
Lund har haft ry for at være en "hård hund" som chef. I 2019 sagde han i et fødselsdagsinterview, at han havde meget ringe tolerance overfor kollegaer, der undlod at handle, når det var påkrævet: "Jeg har ændret den oprindelige betydning af udtrykket FIFO fra ”First In, First Out,” til ”Fit in, or F*** Off”, for at få folks opmærksomhed og for at drive forandringsledelse fremad i DSV". I juni 2025 blev han i Børsen af 14 nuværende og tidligere medarbejdere i DSV, som udtalte sig anonymt, anklaget for en brutal ledelsesstil, hvor han angiveligt skulle have bagtalt og ydmyget ansatte foran deres kollegaer. Lund og DSV afviste at kommentere på kritikken overfor Børsen.

## Privatliv
Lund bor i Hellerup med sin kone. Ægteparret har tre børn.
Lund har selv stort kørekort. Han blev i 2025 optaget i Kraks Blå Bog.